# Eranthis
Eranthis é um gênero botânico da família Ranunculaceae

## Espécies
- Eranthis albiflora
- Eranthis cilicica
- Eranthis hyemalis
- Eranthis lobulata
- Eranthis longistipitata
- Eranthis pinnatifida
- Eranthis sibirica
- Eranthis stellata